# 火把树科
火把树科，下有26属，包括约350余种，主要分布在澳大利亚、新西兰、新几内亚、南美、新喀里多尼亚群岛和南非等南半球国家和地区。据调查，也有一些分布在北非，如Caldcluvia也向北越过赤道分布在菲律宾和斐济一带。
火把树科的植物有乔木、灌木，也有藤本植物，一般都是常绿植物，也有几种火把树科植物落叶；成单叶对生或轮生，有托叶；花4或5裂，也有花瓣为3瓣甚至是10瓣的；果实为蒴果，种子含油。
1981年的克朗奎斯特分类法将本科分到蔷薇目下，1998年根据基因亲缘关系分类APG分类法将其分到酢浆草目，并将以前分类法中的常绿枝科 
（Baueraceae），澳楸科 （Davidsoniaceae）和船形果科（Eucryphiaceae）和火把树科合并。